# Indre By

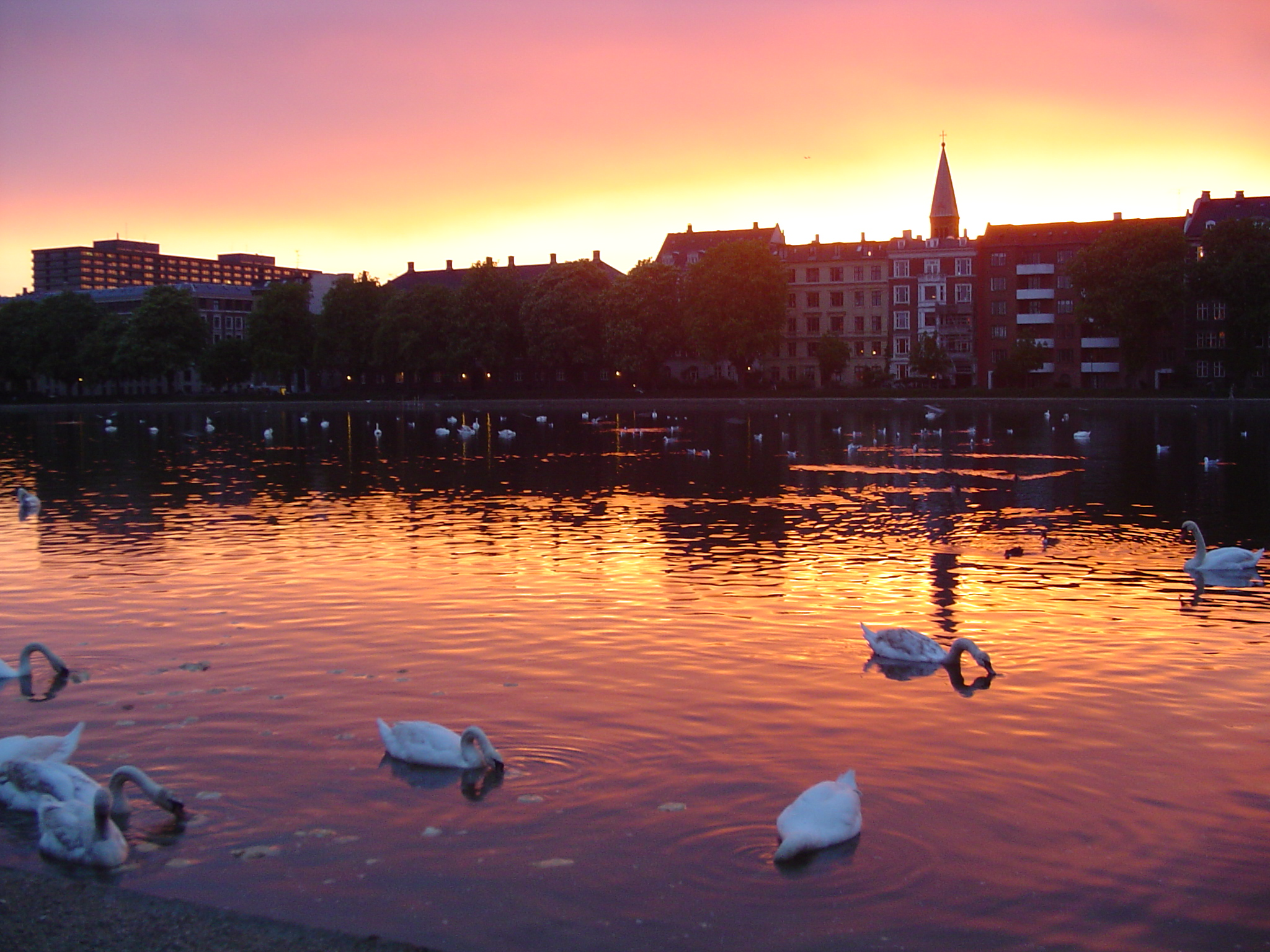
A Koppenhágai tavak

Koppenhága 2008 előtti kerületei:
A: Indre By
B: Christianshavn
C: Indre Østerbro
D: Ydre Østerbro
E: Indre Nørrebro
F: Ydre Nørrebro
G: Bispebjerg
H: Vanløse
I: Brønshøj-Husum
J: Vesterbro
K: Kongens Enghave
L: Valby
M: Vestamager
N: Sundbyvester
O: Sundbyøster

Indre By (magyarul: Belváros) Koppenhága egyik városrésze és közigazgatási kerülete. 2007 óta közigazgatásilag hozzá csatolták Christianshavnt is, amely azonban megtartotta önálló képviselő-testületét.

## Fekvése
Az eredeti belvárost az Inderhavnen (belső kikötő) választja el a tőle délkeletre fekvő Christianshavntól. Északra tőle Østerbro kerület fekszik. Nyugatról Nørrebro és Frederiksberg község határolja (ez utóbbi közigazgatásilag nem része Koppenhágának), ezektől a Koppenhágai tavak választják el. Délnyugatról Vesterbro/Kongens Enghave, délről pedig Amager Vest és Amager Øst kerületekkel határos.

## Története
A kerület a város történelmi központja. Határai nagyjából egybeesnek Koppenhága IV. Keresztély uralkodása (1588-1648) alatti kiterjedésével. A várost ebben az időben városfalak vették körül, amelyeken négy kapun lehetett be- és kilépni: a mai városháza közelében állt a Vesterport, a Nørreport vasútállomás közelében a Nørreport, a Kastelletnél az Østerport és délen, Christianshavn és Amager között az Amagerport. A kapukat 1856-ban bontották le.

## Látnivalói
A belvárosban található Koppenhága idegenforgalmi nevezetességeinek jelentős része.
- Amalienborg palota: a dán királyi család téli rezidenciája.
- Børsen: a régi tőzsde reneszánsz épülete.
- Christiansborg palota: a dán parlamentnek is helyet adó épület főként a királyi fogadószobákról nevezetes.
- Kastellet: ötszög alaprajzú erődítmény, az egyik legjobb állapotban megmaradt hasonló építmény Észak-Európában.
- A kis hableány: az Andersen meséje által ihletett szobor a koppenhágai kikötőben a város egyik szimbóluma.
- Koppenhágai Egyetem
- Nyhavn: népszerű hely kedves házakkal egy kikötőöböl körül.
- Rosenborg kastély: egy apró kastély Koppenhága közepén, egykori királyi rezidencia, itt őrzik a koronaékszereket
- Strøget: Koppenhága sétáló- és bevásárlóutcája, a maga nemében a leghosszabb a világon.

## Fordítás
- Ez a szócikk részben vagy egészben az Indre By című angol Wikipédia-szócikk ezen változatának fordításán alapul.  Az eredeti cikk szerkesztőit annak laptörténete sorolja fel. Ez a jelzés csupán a megfogalmazás eredetét és a szerzői jogokat jelzi, nem szolgál a cikkben szereplő információk forrásmegjelöléseként.